# Rio Fotoş
O Rio Fotoş é um rio da Romênia, afluente do Olt, localizado no distrito de Covasna.